# محمد عرفان
محمد عرفان (5 يونيو 1984 في باكستان - ) هو لاعب كرة قدم باكستاني في مركز الدفاع. شارك مع منتخب باكستان لكرة القدم. أما مع النوادي، فقد لعب مع Pakistan International Airlines FC ‏.

## وصلات خارجية
- محمد عرفان على موقع الاتحاد الدولي (مؤرشف)  (الإنجليزية)
- محمد عرفان على موقع قاعدة بيانات كرة القدم.إي يو (الإنجليزية)
- محمد عرفان على موقع ناشيونال فوتبول تيمز (الإنجليزية)
- محمد عرفان على موقع GSA (الإنجليزية)